# Daseochaeta meta
Daseochaeta meta là một loài bướm đêm trong họ Noctuidae.